# Gibraltarees voetbalelftal onder 21 (mannen)
Het Gibraltarees voetbalelftal onder 21 is het voetbalelftal voor spelers uit Gibraltar onder de 21 jaar. De leeftijdsgrens geldt steeds bij aanvang van de kwalificatie voor het eindtoernooi. Gibraltar wist zich tot op heden nog niet te plaatsen voor een eindronde, wel werd er een keer gewonnen in de kwalificatie voor het Europees kampioenschap voetbal onder 21 - 2019. Macedonië werd met 1–0 verslagen door een doelpunt van captain Graeme Torrilla.

## Prestaties op eindronden

### EK onder 21
| Jaar        | Resultaat           | WG                  | W                   | G                   | V                   | DV                  | DT                  |
| ----------- | ------------------- | ------------------- | ------------------- | ------------------- | ------------------- | ------------------- | ------------------- |
| 1978 – 2013 | Geen UEFA-lid       | Geen UEFA-lid       | Geen UEFA-lid       | Geen UEFA-lid       | Geen UEFA-lid       | Geen UEFA-lid       | Geen UEFA-lid       |
| 2015        | Geen deelname       | Geen deelname       | Geen deelname       | Geen deelname       | Geen deelname       | Geen deelname       | Geen deelname       |
| 2017        | Geen deelname       | Geen deelname       | Geen deelname       | Geen deelname       | Geen deelname       | Geen deelname       | Geen deelname       |
| 2019        | Niet gekwalificeerd | Niet gekwalificeerd | Niet gekwalificeerd | Niet gekwalificeerd | Niet gekwalificeerd | Niet gekwalificeerd | Niet gekwalificeerd |
| 2021        | Niet gekwalificeerd | Niet gekwalificeerd | Niet gekwalificeerd | Niet gekwalificeerd | Niet gekwalificeerd | Niet gekwalificeerd | Niet gekwalificeerd |
| 2023        | Niet gekwalificeerd | Niet gekwalificeerd | Niet gekwalificeerd | Niet gekwalificeerd | Niet gekwalificeerd | Niet gekwalificeerd | Niet gekwalificeerd |
| Totaal      | 0/5                 | 0                   | 0                   | 0                   | 0                   | 0                   | 0                   |